# Kingsley Muthumuni De Silva
Kingsley Muthumuni De Silva, né en 1931, est un historien srilankais. Après avoir fait ses études à l’université de Ceylan, il enseigne à la même université. Il part à Londres et obtient un doctorat en histoire, avec une étude sur la politique sociale dans l’organisation chrétienne au milieu du XIXe siècle.      
Il est le premier en Asie du sud à réaliser des études sur la période coloniale de l'histoire du Sri-Lanka. Il s’intéresse également au conflit entre Tamouls et Cinghalais, ainsi qu'au droit à l'autodétermination.

## Distinction
- Prix de la culture asiatique de Fukuoka en 2002